# Cecilia Grierson (premetro de Buenos Aires)
Cecilia Grierson es una estación tranviaria del premetro ubicada en el barrio de Villa Soldati que forma parte de la red de subterráneos de Buenos Aires. Pertenece al ramal que une la estación Intendente Saguier, con las estaciones Centro Cívico y General Savio.Al 2 de abril de 2024, la estación está siendo remodelada.
Su nombre fue impuesto en el año 2013 mediante la ley número 4055 de la Ciudad de Buenos Aires, ya que anteriormente no poseía. Su denominación se debe a que en el año 2009 se abrió cerca de la estación el Centro Integral de Salud Doctora Cecilia Grierson, quien se trata de primera médica de Argentina.
A través de esta estación se podrá acceder al Predio Ferial Olímpico y la Villa Olímpica de la Juventud para los Juegos Olímpicos de la Juventud de Buenos Aires 2018.

## Inauguración
Se inauguró el 27 de agosto de 1987, junto con las otras estaciones del Premetro.

## Ubicación
Se ubica en la Avenida General Francisco Fernández de la Cruz, en cercanías del Parque de la Ciudad y la Torre Espacial.